# Andreas Läsker
 (juin 2018).
Si vous disposez d'ouvrages ou d'articles de référence ou si vous connaissez des sites web de qualité traitant du thème abordé ici, merci de compléter l'article en donnant les références utiles à sa vérifiabilité et en les liant à la section « Notes et références ».
Andreas Läsker, né le 19 septembre 1963 à Ludwigsbourg, est un directeur musical, disc jockey, écrivain et homme d'affaires allemand.

## Biographie
Andreas Läsker a travaillé comme disc-jockey professionnel dans sa jeunesse et détenait un magasin de disques d'importation.
Outre les quatre fantastiques et Thomas Godoj, il a été directeur de Fury in the Slaughterhouse, les Farmer Boys et les Princes. Il est cofondateur du label Four Music (avec des artistes tels que Freundeskreis, Joy Denalane, Max Herre et Gentleman) et conseille des entreprises du secteur du divertissement, dont Concert Online et Vodafone.
En 2008, il a succédé à Heinz Henn sur le casting de Deutschland sucht den SuperStar en tant que membre du jury de la cinquième saison.
Depuis 2016, l'épouse de Läsker, Gabriele et le producteur de films Kai Binder dirigent la seule branche de la chaîne de restauration rapide végétalienne appelée XOND. Ce projet a été financé par crowdfunding et sa première succursale à Stuttgart-Mitte a été fermée après seulement un an en juillet 2017,.
En 2018, il a joué dans le vidéoclip Zusammen des rappeurs allemand Die Fantastischen Vier feat. Clueso.

## Animation
- 2008 : Deutschland sucht den SuperStar (5e saison) : Juge